# Christa Dericum
Christa Dericum (auch: Christa Pross-Dericum, Christa Dericum-Wambolt, * 21. Mai 1932 in Rheinberg am Niederrhein; † 8. Dezember 2014) war eine deutsche Schriftstellerin.

## Leben
Christa Dericum absolvierte ein Studium der Geschichte und Soziologie an den Universitäten in Heidelberg und Ann Arbor. 1964 promovierte sie an der Universität Heidelberg  mit einer Arbeit über ein Thema aus der Geschichte Burgunds zum Doktor der Philosophie. Nach einem Volontariat bei der Westdeutschen Zeitung in Düsseldorf war sie als Journalistin, Rundfunkredakteurin und Verlagslektorin tätig. Von 1968 an war sie freie Schriftstellerin und Übersetzerin. Dericum war in erster Ehe mit dem Sozialwissenschaftler Harry Pross verheiratet, mit dem sie in Weiler/Allgäu ansässig war. Ab 1998 lebte sie mit ihrem zweiten Ehemann Philipp Wambolt von Umstadt in Heidelberg.
Christa Dericum war Verfasserin von historischen, essayistischen und erzählenden Werken; daneben übersetzte sie aus dem Englischen und Französischen.
Christa Dericum war Mitglied des Verbandes Deutscher Schriftsteller und des PEN-Zentrums Deutschland, dessen Generalsekretärin sie von 1993 bis 1995 war. 2001 erhielt sie ein Stipendium der Villa Decius in Krakau.

## Werke
- Keysers Antiquitäten-Lexikon, Heidelberg [u. a.] 1961 (zusammen mit Peter-Wilhelm Meister)
- Das Bild der Städte in der burgundischen Geschichtsschreibung des 15. Jahrhunderts, Heidelberg 1964
- Belgien, Luxemburg, Olten [u. a.] 1971 (zusammen mit Josef Rast)
- Holland, Olten [u. a.] 1973 (zusammen mit Josef Rast)
- Fritz und Flori, München 1976
- Maximilian I., München 1979
- Des Geyers schwarze Haufen, München 1980
- Faszination des Feuers, Freiburg im Breisgau [u. a.] 1996
- Burgund, Stuttgart 2000
- Die Zeit und die Zeit danach, Berlin 2003

## Herausgeberschaft
- Rudolf Walter Leonhardt: Zeitnotizen, München 1963
- Burgund und seine Herzöge in Augenzeugenberichten, Düsseldorf 1966
- Alfred Weber: Haben wir Deutschen nach 1945 versagt?, München [u. a.] 1979
- Heimat und Heimatlosigkeit, Berlin 1987 (herausgegeben zusammen mit Philipp Wambolt)

## Übersetzungen
- Margaret Lavinia Anderson: Windthorst, Düsseldorf 1988 (übersetzt zusammen mit Hildegard Möller)
- Stanislav Andreski: Die Hexenmeister der Sozialwissenschaften, München 1974
- Carl J. Friedrich: Tradition und Autorität, München 1974
- Denis Hay: Geschichte Italiens in der Renaissance, Stuttgart 1962
- Jean Héritier: Katharina von Medici, Stuttgart 1964
- John H. Plumb: Die Zukunft der Geschichte, München 1971
- Die russische Intelligentsia, Stuttgart 1962